# オオオニバス
オオオニバス（大鬼蓮、学名: Victoria amazonica）は、スイレン科オオオニバス属に属する水生植物の1種である。直径2メートル (m) 以上になる巨大な浮水葉を水面に浮かべることで知られている（図1）。南米のアマゾン川流域に生育し、植物園などで栽培されることもある。属名の Victoria はイギリスのビクトリア女王に、種小名の amazonica はその生育地にちなんで命名された。
花は大型で直径約30センチメートル (cm) に達し、夕方から咲き始め、はじめは白色であるが、翌日にはピンク色に変化する（図1）。送粉者となるのは主にコガネムシ科の甲虫であり、強い匂いに誘引されて1日目に訪花したものが花に閉じ込められ、2日目に花粉をつけたものが放たれる。

## 特徴
オオオニバスは比較的短命の多年生水生植物であるが、条件によっては一年生となる。底泥に根を張った地下茎から生じた葉が水面に浮かぶ浮葉植物である (下図2a)。浮水葉の葉柄は地下茎から生じて長く (ときに 8 m に達する)、葉身の裏面中央付近についている (楯状) (下図2c)。葉柄には多数のトゲが生えており、内部には通気道がある。葉身は円形、直径は最大で 2.3 m、縁がふつう葉の直径の4–7%ほど直角に立ち上がって"たらい状"になっている (同属のパラグアイオニバスでは葉の直径の8–10%) (上図1、下図2a, b)。縁の外面は赤紫色または緑色。葉の表面は緑色、若い葉はしばしばブロンズ色を帯びる。葉の裏面は赤紫色を帯び、葉脈が隆起して多数の区画が形成されている (下図2c)。また葉脈突出部にはトゲが生えている。葉の毛 (トライコーム) は長さ0.3–12ミリメートル (mm)、3–12節。1個体は、1シーズンに40–50枚の葉をつける。1枚の葉の寿命は短く、30日ほどである。
自生地では特に明瞭な花期はなく、花は1年中見られる。花は2日開閉を繰り返し、雌性先熟である (下記参照)。花は大きく最大で直径 28 cm、地下茎から生じた長い花柄の先端に1個ずつつき、水上で咲く (上図2a)。葉柄と同様、花柄にも多数のトゲが生えている (上図2a, 下図3d)。つぼみの先端はくびれない。萼片は4枚、4.9–12 × 4–8 cm、裏面は紫褐色で次第に細くなる多数のトゲ（長さ 1–14 mm）が生えている (同属の他種ではトゲが少ないか平滑) (下図3a, d)。花弁は 7–15 × 2–6 cm、多数 (50–70枚ほど) がらせん状についている。最内部の花弁はつぼみの時期から紫紅色だが、他の花弁は白色であり、開花2日目にはアントシアニンを蓄積して濃いピンク色に変わる (下図3b, c)。雄しべも多数 (100–400個) がらせん状についており、最外部と最内部は仮雄しべ (花粉をつくらない雄しべ) となっている。外側の仮雄しべは25個以上、5–6 × 1–1.5 cm、雄しべは 2–4 × 0.5–1 cm、内側の仮雄しべは4–6 × 0.5–1 cm。偽柱頭の下部は上部と同長以上、下端は丸い。心皮は多数、合着して1個の雌しべを構成しており、柱頭盤は深くくぼみ、放射状に条線がある。子房下位、子房は直径 8–12 cm、子房表面は長さ 1–18 mmで次第に細くなるトゲで覆われ、しばしば長さ 0.1–0.4 mmの毛がある (下図3d)。子房内は25–36室に分かれ、各室には20–28個の胚珠 (直径1–1.5 mm) がある。花後に花は水中に没し、水底で熟する。
果実は楕円形、全体にトゲが生えており、液果状、成熟後に崩壊して600–1000個の種子を散布する。種子は楕円形、7–8 × 9–10 mm、緑色から黒褐色、縫線は微か、浮力のある仮種皮で覆われ、水面を浮遊して散布される。水温30℃ほどの水底では種子は15–30日後に発芽することもあるが、環境条件が悪ければ2–3年の間休眠することもある (ただし種子に乾燥耐性はない)。環境条件が良い場所では (水深 0.3–1 m、水底が有機物に富む粘土質)、発芽後7ヶ月で開花する。染色体数は 2n = 20。

## 分布・生態
オオオニバスは南米アマゾン川流域 (ブラジル、ガイアナ、コロンビア、ペルー、ボリビア) に生育し、増水期にできた一時的な水域にも見られる (図4)。
花は雌性先熟であり、2日にわたって開閉を繰り返す。1日目の花の花弁は白色であり、夕方に開花すると強い果実臭 (パイナップル臭といわれる) を発する。この際の花は発熱し (ときに外気温+10℃に達する)、さらに匂いを強化する。この匂いと熱、そしておそらく白い色に誘引され、コガネムシ科の甲虫 (主にコガネカブト属の Cyclocephala castanea, C. hardyi, C. verticalis) が花に集まる。このときの花は雌性期であり、雌蕊は受粉できるが、雄蕊は熟していない。そのため、訪花者に別の花の花粉がついていれば、これを受粉する。やがて匂いは弱くなり、花は閉じる。集まっていたコガネムシ類はこの際に花の中に閉じ込められるが (ときに数十匹)、柱頭盤を囲むデンプンに富む偽柱頭がコガネムシ類の餌となり、また花の中はコガネムシ類の交尾の場ともなる。やがて2日目の10–12時頃になると、花弁の色がピンク色に変わる。2日目の夕方になると花は再び開花し、雄蕊は花粉を放出する。この際の花は既に匂いを発さないため、新たなコガネムシ類は訪花しない。この際に花は再び発熱し、花粉をつけたコガネムシ類が活発化して脱出し、別の1日目の花を訪れることで他家受粉が成立する。ただしオオオニバスは、自家受粉をして種子を形成することもある。

## 人間との関わり
オオオニバスは、1832年にアマゾン川の上流で、ドイツの植物学者であるエドゥアルト・フリードリヒ・ペーピッヒによって発見された。1837年にはイギリスの植物学者であるジョン・リンドレーによって標本と共に広く一般に紹介され、オオオニバスは注目を集めるところとなった。やがてオオオニバスがイギリスに持ち込まれ、デヴォンシャー公やノーサンバーランド公爵といったヴィクトリア朝の園芸家がこぞって栽培し、大輪の花を最初に開花させることを競い合った。種子の輸送に何度か失敗した後、1849年2月にキュー植物園に種子が届き、発芽、生育に成功した。その苗を譲り受けた造園家のジョセフ・パクストン (デヴォンシャー公に仕えていた) が、1849年11月に初めて開花を成功させた (下図5a)。この花は、その属名の由来となったビクトリア女王に贈られた。翌年にはキュー植物園でも開花し、人々の話題となったことで多数の人がキュー植物園を訪れ、またロンドン万国博覧会 (1851年) の水晶宮などさまざまなデザインにオオオニバスが取り入れられた (下図5b)。またウォルター・フィッチとウィリアム・ジャクソン・フッカーは、キュー植物園で栽培された個体の標本を元に描かれた精密な図をもとに、1851年に『Victoria Regia』（オオオニバスの当時の学名）というリトグラフ集を刊行し、大きな賞賛を得た(下図5c, d)。
オオオニバスは、観賞用として植物園などで栽培されている (図6a)。大型になったオオオニバスの葉は浮力が強く、子供を葉の上に乗せるといったイベントが開かれることもある。
オオオニバス属の2種（オオオニバスとパラグアイオニバス）を交配した雑種も作出されている。オオオニバスを花粉親とする Victoria 'Longwood Hybrid' ('ロングウッド・ハイブリッド') はオオオニバスよりも低温に強く強壮であるため、植物園で栽培されていることがある。逆の組み合わせの雑種形成は成功していない。
オオオニバスの地下茎や種子はデンプンに富み、自生地では食用にされることもある。また根からの抽出液は髪の染料に用いられた。
ガイアナの国章には、オオオニバスが描かれている (図6b)。

## 系統と分類
オオオニバスは、1838年にジョン・リンドレーによって Victoria regia として記載され、広く知られるようになった。しかしこの植物は、1832年にペーピッヒによってオニバス属の1種 (Euryale amazonica) として記載されていた植物と同種であることが示され、学名の規約 (先取権) に従って Victoria amazonica に改められた。しかしリンドレーはこれを認めず、この学名が定着したのは20世紀に入ってからであった。
オオオニバスは、パラグアイオニバス、V. boliviana とともにオオオニバス属 (Victoria) に分類される。オオオニバス属の中では、オオオニバスが約500万年前に他と分かれたことが示唆されている。オオオニバス属はオニバス属 (Euryale) に近縁であり、両属は姉妹群の関係にある。この系統群 (オオオニバス属 + オニバス属) は明らかにスイレン科に含まれるが、古くはオニバス科として分けられたこともある。
また分子系統学的研究からは、オオオニバス属 + オニバス属の系統群がスイレン属の中に含まれることが示唆されている。そのため、分類学的にオオオニバス属とオニバス属の種をスイレン属に移すことも提唱されている。

## ギャラリー

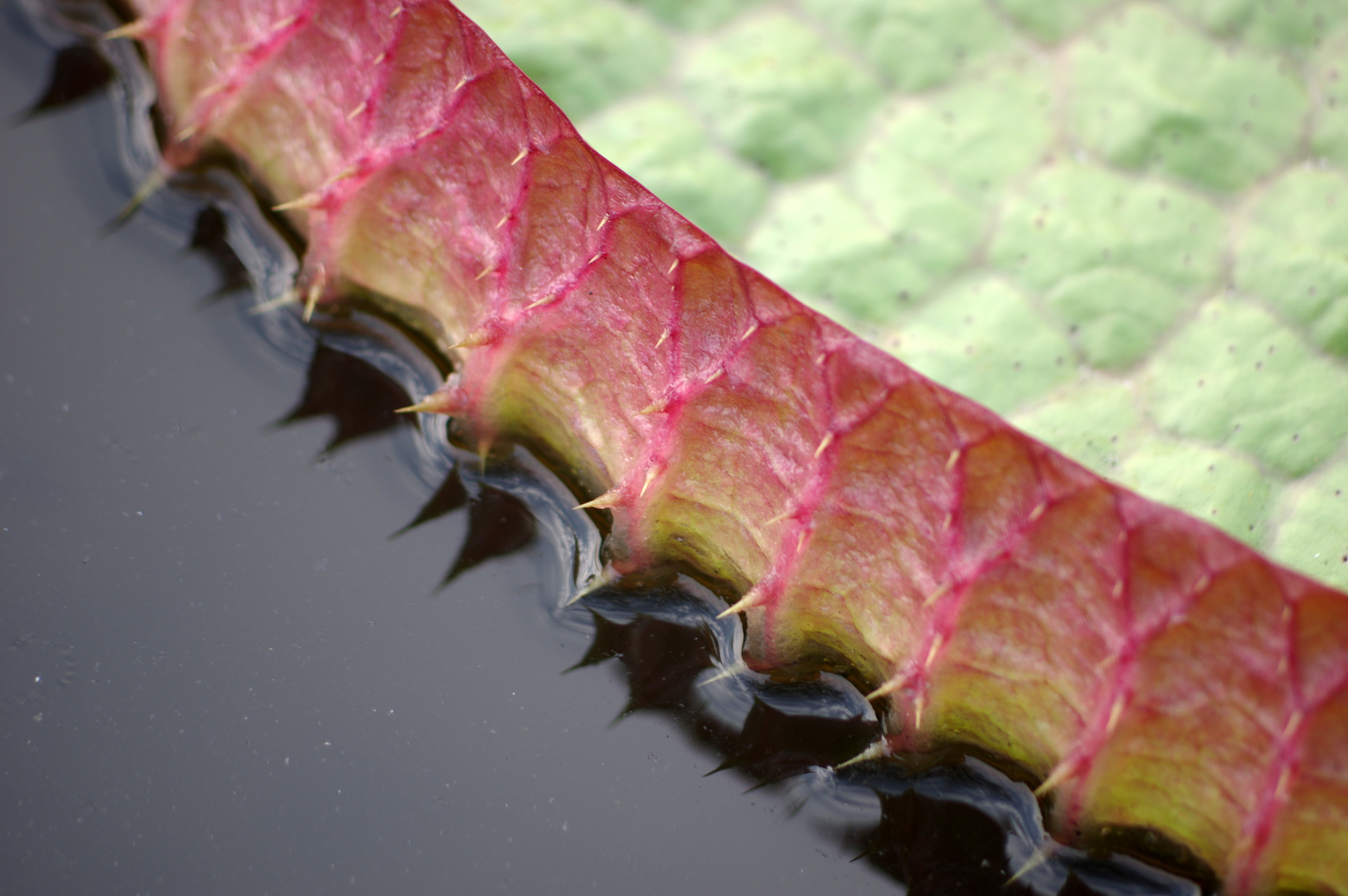
葉縁
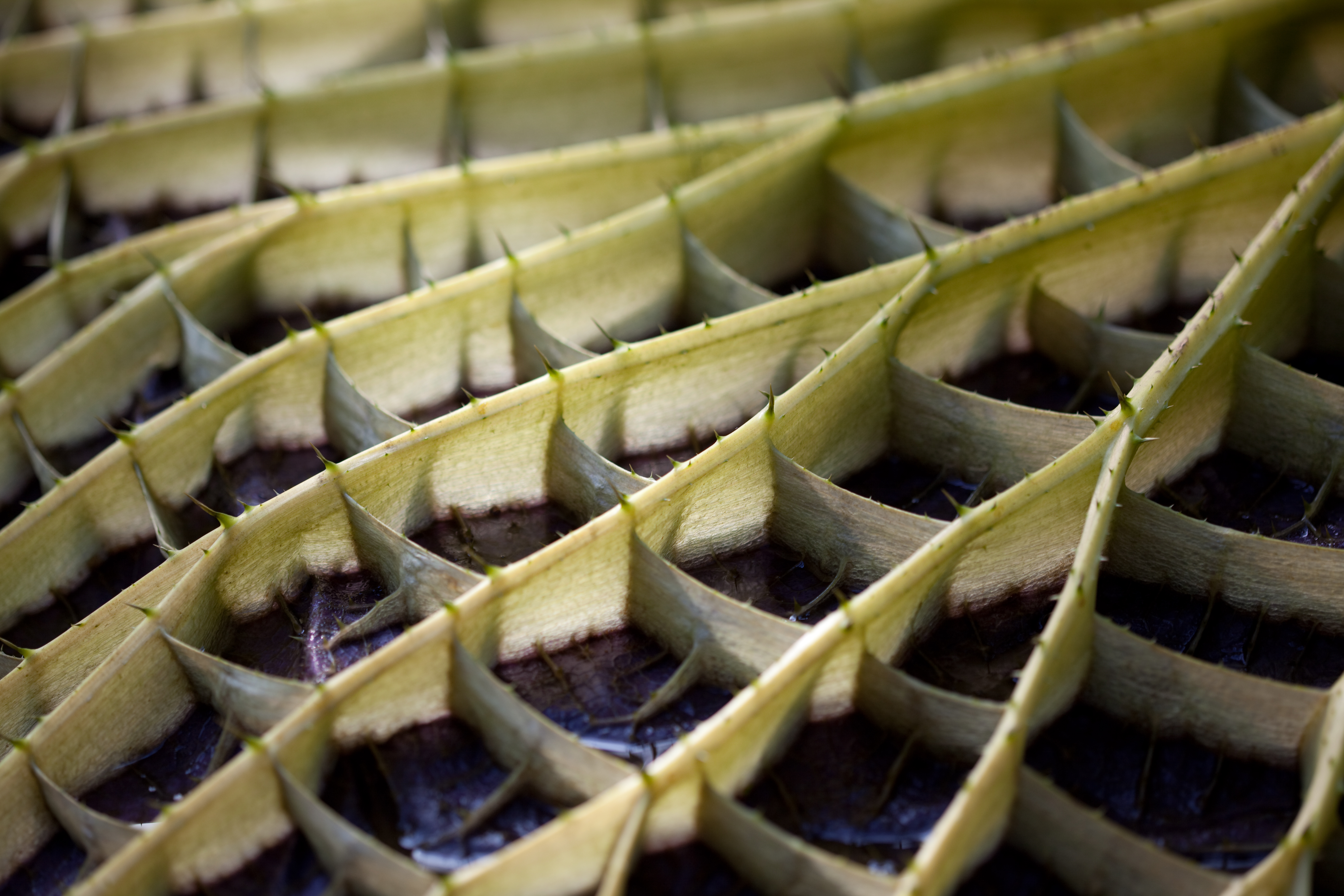
葉の裏側
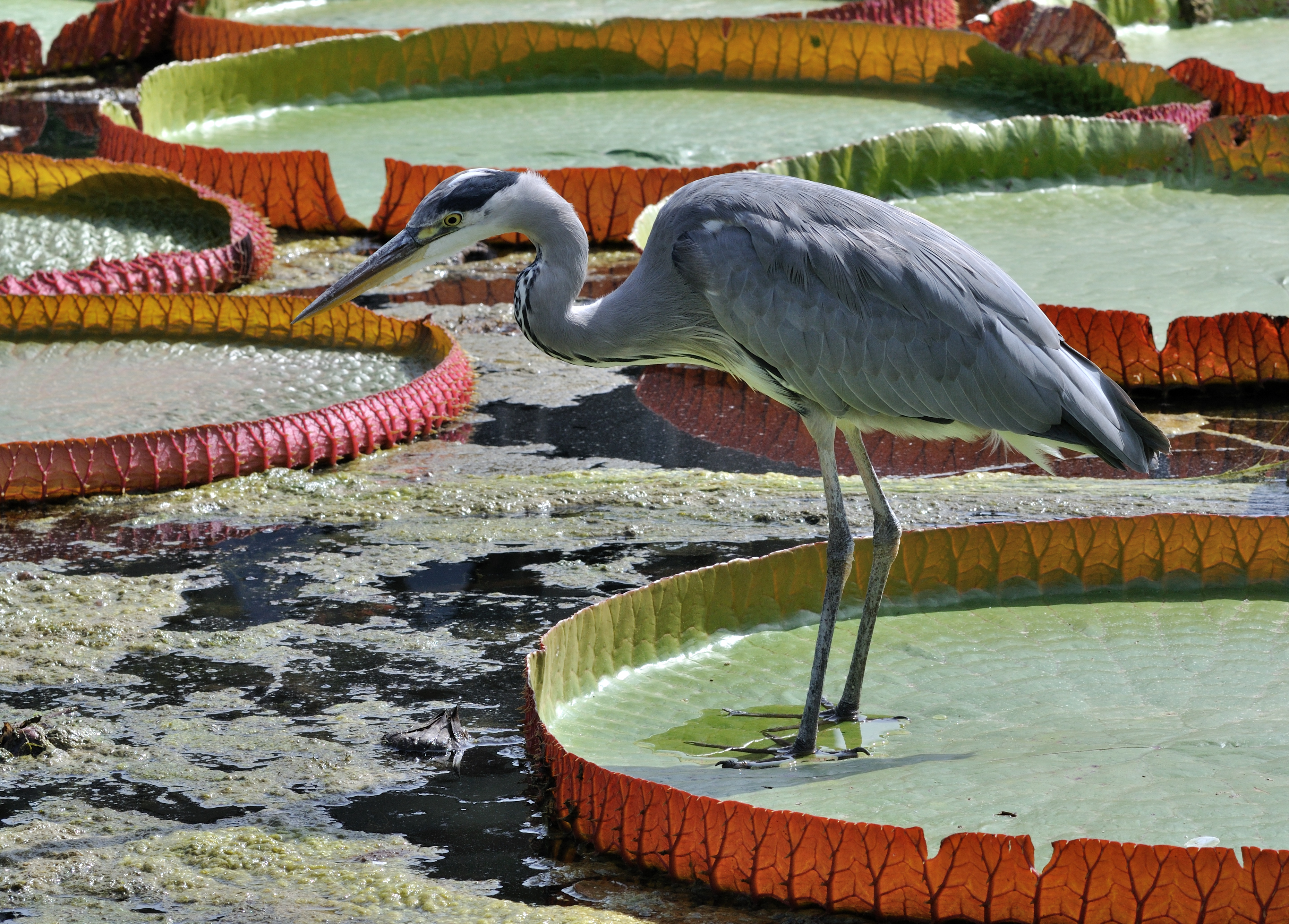
葉に乗るアオサギ
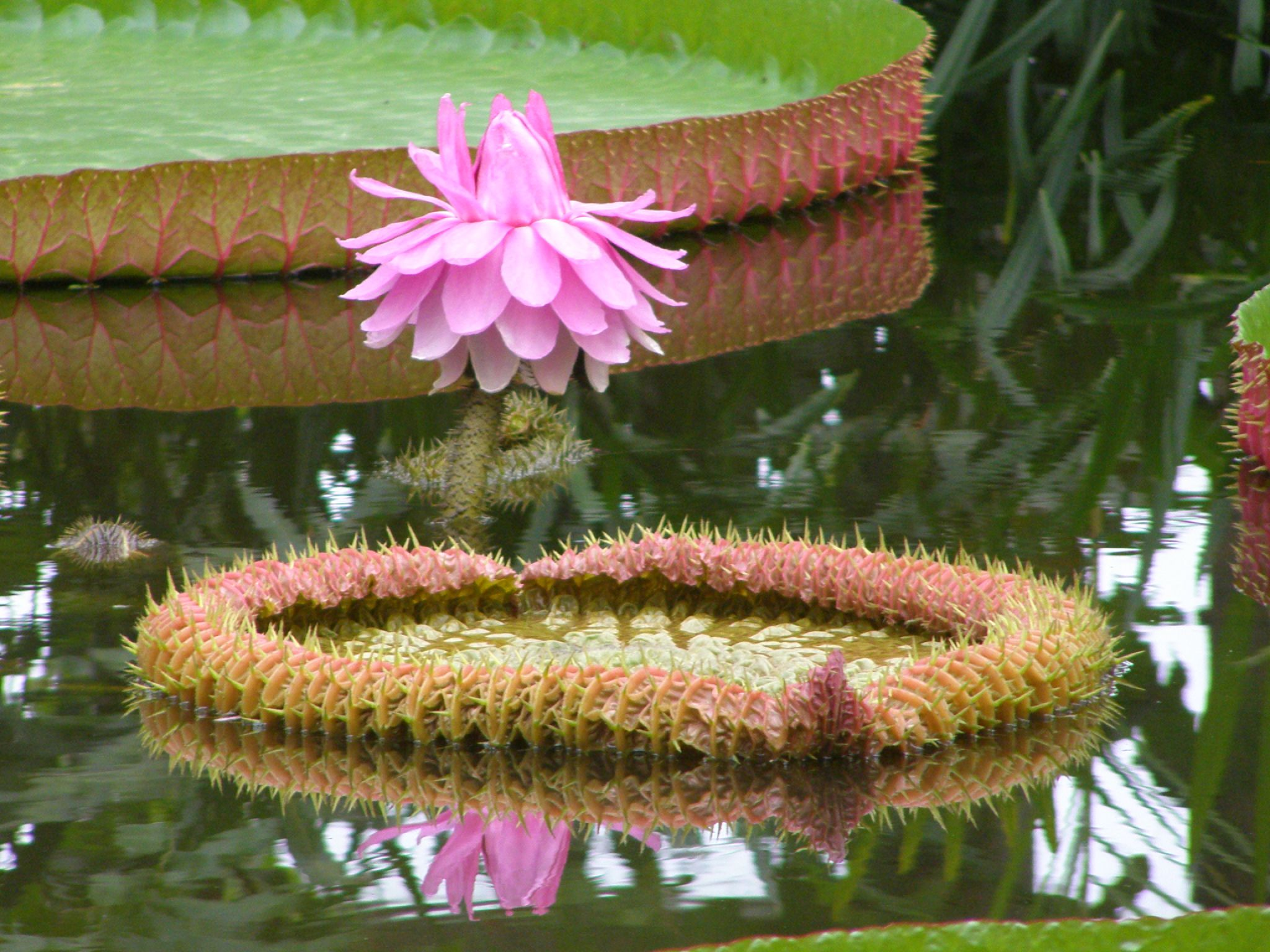
花と若い葉
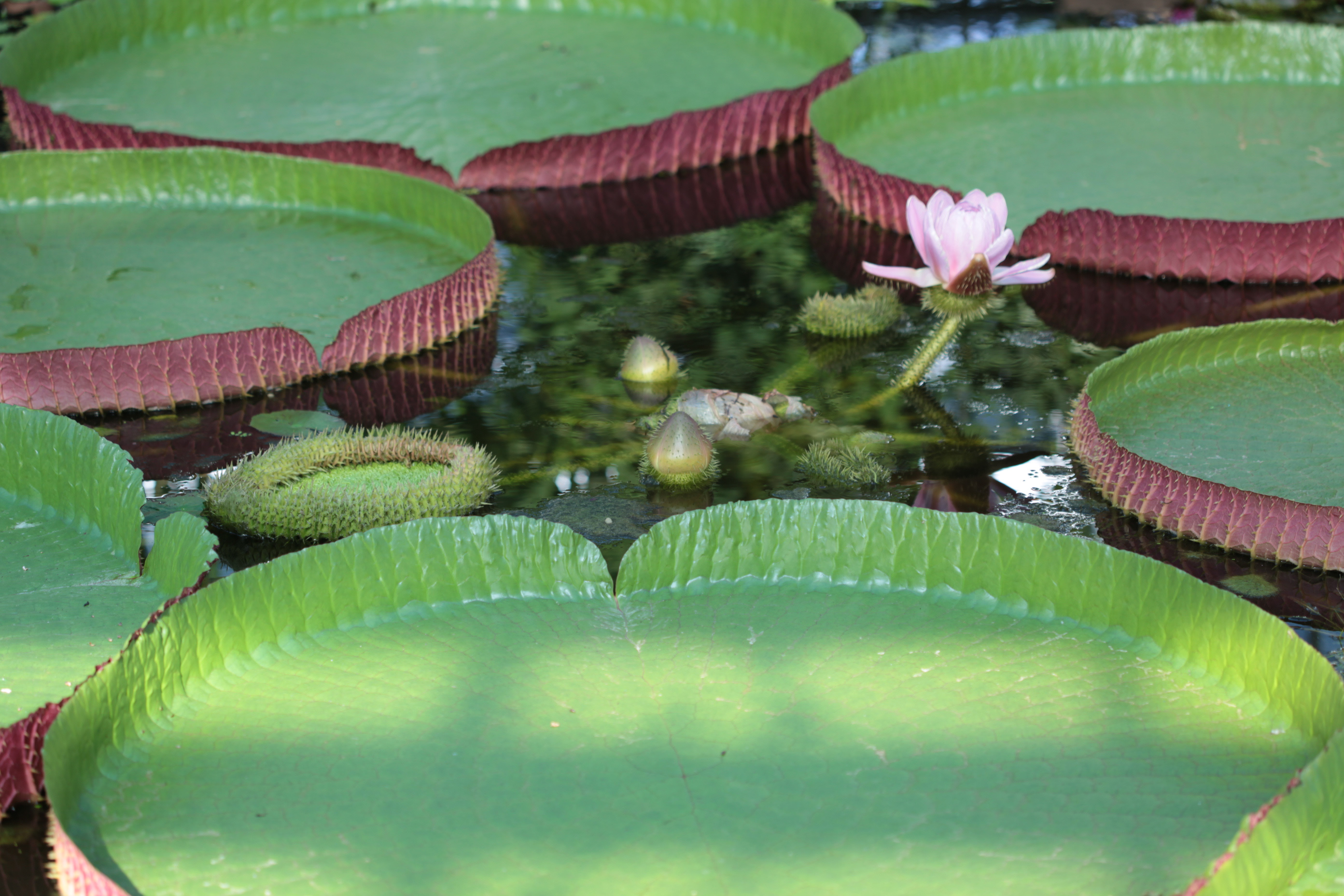
神戸花鳥園